# Gelas
Gelles és un municipi francès situat al departament del Puèi Domat i a la regió d'Alvèrnia-Roine-Alps. L'any 2007 tenia 912 habitants.

## Demografia

### Població
El 2007 la població de fet de Gelles era de 912 persones. Hi havia 354 famílies de les quals 88 eren unipersonals (64 homes vivint sols i 24 dones vivint soles), 107 parelles sense fills, 119 parelles amb fills i 40 famílies monoparentals amb fills.
La població ha evolucionat segons el següent gràfic:
Habitants censats

### Habitatges
El 2007 hi havia 529 habitatges, 361 eren l'habitatge principal de la família, 94 eren segones residències i 74 estaven desocupats. 496 eren cases i 29 eren apartaments. Dels 361 habitatges principals, 297 estaven ocupats pels seus propietaris, 49 estaven llogats i ocupats pels llogaters i 15 estaven cedits a títol gratuït; 1 tenia una cambra, 17 en tenien dues, 50 en tenien tres, 78 en tenien quatre i 216 en tenien cinc o més. 248 habitatges disposaven pel capbaix d'una plaça de pàrquing. A 164 habitatges hi havia un automòbil i a 157 n'hi havia dos o més.

### Piràmide de població
La piràmide de població per edats i sexe el 2009 era:
| Homes | Edats   | Dones |
| ----- | ------- | ----- |
| 0     | 95 o +  | 0     |
| 0     | 90 a 94 | 0     |
| 4     | 85 a 89 | 12    |
| 12    | 80 a 84 | 8     |
| 16    | 75 a 79 | 28    |
| 28    | 70 a 74 | 20    |
| 32    | 65 a 69 | 32    |
| 20    | 60 a 64 | 28    |
| 16    | 55 a 59 | 16    |
| 28    | 50 a 54 | 28    |
| 48    | 45 a 49 | 44    |
| 44    | 40 a 44 | 24    |
| 32    | 35 a 39 | 36    |
| 40    | 30 a 34 | 24    |
| 40    | 25 a 29 | 24    |
| 40    | 20 a 24 | 20    |
| 32    | 15 a 19 | 36    |
| 16    | 10 a 14 | 44    |
| 16    | 5 a 9   | 16    |
| 16    | 0 a 4   | 12    |

## Economia
El 2007 la població en edat de treballar era de 585 persones, 437 eren actives i 148 eren inactives. De les 437 persones actives 404 estaven ocupades (237 homes i 167 dones) i 33 estaven aturades (18 homes i 15 dones). De les 148 persones inactives 41 estaven jubilades, 53 estaven estudiant i 54 estaven classificades com a «altres inactius».

### Ingressos
El 2009 a Gelles hi havia 373 unitats fiscals que integraven 910 persones, la mediana anual d'ingressos fiscals per persona era de 14.214 €.

### Activitats econòmiques
Dels 56 establiments que hi havia el 2007, 1 era d'una empresa alimentària, 2 d'empreses de fabricació d'altres productes industrials, 17 d'empreses de construcció, 13 d'empreses de comerç i reparació d'automòbils, 6 d'empreses de transport, 4 d'empreses d'hostatgeria i restauració, 1 d'una empresa financera, 1 d'una empresa immobiliària, 1 d'una empresa de serveis, 6 d'entitats de l'administració pública i 4 d'empreses classificades com a «altres activitats de serveis».
Dels 24 establiments de servei als particulars que hi havia el 2009, 1 era una oficina de correu, 1 una oficina bancària, 3 tallers de reparació d'automòbils i de material agrícola, 4 paletes, 1 guixaire pintor, 5 fusteries, 2 lampisteries, 3 electricistes, 2 perruqueries, 1 restaurant i 1 saló de bellesa.
Dels 3 establiments comercials que hi havia el 2009, 1 era una botiga de més de 120 m², 1 una fleca i 1 una carnisseria.
L'any 2000 a Gelles hi havia 89 explotacions agrícoles que ocupaven un total de 2.920 hectàrees.

## Equipaments sanitaris i escolars
L'únic equipament sanitari que hi havia el 2009 era una farmàcia.
El 2009 hi havia una escola elemental.

## Poblacions més properes
El següent diagrama mostra les poblacions més properes.